# インターバルトレーニング
インターバルトレーニング（英: interval training）とは、不完全回復を挟みながら運動（中強度〜高強度）を繰り返すトレーニング方法。元々は陸上競技中長距離においてスピードを持続する能力向上のために開発された方法である。その後、様々なスポーツにおいてトレーニングに応用されるようになった。効果は非常に高いが、疲労度が高く体にかなりの負担がかかるので、その準備段階として十分に運動器群のコンディション及び有酸素機能を高めたのちに行うことが望ましい。逆に言えば筋肉関節などの運動器に異常があるーー例えば筋肉が慢性的に痛い、あるいは３時間程度の持続走が習慣的（週3回程度）に実施できない、という体調であれば、インターバルトレーニングの実施は問題が生じるか、効果が得られない可能性が高い。

## 概要
心肺機能の強化に大きな効果がある。主に長距離走の練習で行われる。負荷が大きいので、週に2〜3回ほど行うのが一般的である。
- エミール・ザトペックが有名にしたトレーニング方法である。ザトペック自身は、チェコスロバキアのトップアスリートだったシャレーから20歳の時に教わった。
- インターバルとは、2つのイベントの間隔を意味する語である。急走と休息という2つのイベントを組み合わせて行うトレーニングであることから、「インターバルトレーニング」と呼ばれるようになった。
- インターバルトレーニング中にとる休息は「不完全休息」であり、休息期間中も低強度で運動し続ける。
- 急走を走るごとに「完全休息（しっかり休息をとること）」をとるトレーニングは「レペティッショントレーニング(Repetition training)」とよばれインターバルトレーニングと区別される場合があるが、両者とも、急走と休息を繰り返す（repetition）トレーニングであることから、広義には両者ともレペティッショントレーニングとみなすことができる。
- 強度設定に関しては、トレーニング中の強度ももちろん重要であるが、休息時間や休息の繋ぎとして何をするかも重要になってくる。

## エミール・ザトペックのインターバルトレーニング
インターバルトレーニングそのものは、1920年代に北欧でパーヴォ・ヌルミらによって実施され普及したファルトレクトレーニング(Fartlek training)に原型を求めることができる。ファルトレクトレーニングは、丘陵等の自然の地形を活用し、下り坂では急走し、平地ではジョギングするなど、ペース変化を伴うトレーニングである。
今日のインターバルトレーニングは、1952年のヘルシンキ五輪で長距離三冠に輝いたチェコスロバキアのザトペックにより実施されたものが、世界的に普及したものである。ザトペックは少しでも速く、長い距離を走るため、急走と緩走を繰り返すトレーニングを開始したとされる。
ザトペックは、400mのインターバルを10本から80本、60秒から90秒のペースで実施し、スピード養成を目的としたときは速く、スタミナ養成を目的としたときはマラソンのレースペースよりも遅く走るなど、臨機応変に行った。しかし、世界の陸上関係者にはその本数のみが伝わり、ペースが正確に伝わらなかったため、世界中の指導者、ランナーがオーバートレーニング的にトレーニングし、怪我に苦しむこととなった。